# British Invasion
British Invasion war die in Nordamerika in den Medien übliche Bezeichnung für die hohe Hitparadenpräsenz und das intensive Airplay von britischen Musikproduktionen in der Popmusik, insbesondere von Beatbands ab 1964.
Der Begriff ist eine journalistische Anspielung auf die militärische Invasion britischer Truppen in Maryland während des Britisch-Amerikanischen Krieges ab dem 18. Juni 1812. Britische Musikproduktionen spielten in den US-Musikcharts anfangs nur eine sehr geringe Rolle; von den 121 Nummer-eins-Hits in den Jahren 1955 bis 1962 waren lediglich zwei britischer Herkunft, nämlich Acker Bilks Stranger on the Shore und Telstar von den Tornados (beide 1962). Eddie Calverts Fassung von O mein Papa (September 1953) war der erste Millionenseller eines britischen Soloinstrumentalisten in den USA. Lonnie Donegans Rock Island Line verkaufte weltweit 1958 über eine Million Exemplare und drang bis auf Rang 8 der US-Charts vor. Das waren jedoch Einzelfälle, die keine große verstärkte Hitparadenpräsenz ausmachten.

## Hintergründe
Bis 1963 brachte die britische Musikindustrie hauptsächlich eher blasse Elvis-Presley-Imitationen wie Tommy Steele, Cliff Richard, Marty Wilde und Billy Fury hervor. Erst die Skiffle-Musik mit Lonnie Donegan an der Spitze bereitete den Weg für einen eigenständigen, später als Beatmusik („beat music“) bezeichneten Musikstil. Allen voran öffnete die Band The Beatles den Weg für andere britische Interpreten in die US-Hitparaden. Sie bauten zunächst häufig auf amerikanischen Original-Musiktiteln auf, um später mit clever produzierten Eigenkompositionen erfolgreich zu sein. Die Coverversionen der Beatles und anderer von Titeln des Rock ’n’ Roll, des Rhythm and Blues und des Motown-Sounds wurden in Nordamerika als Ehrung verstanden und nicht als kommerziell motiviert. Britische Beatgruppen waren auf dieser Grundlage in Nordamerika äußerst erfolgreich und überlagerten teilweise amerikanische Musikstile. Ihr Sound war nicht radikal anders als etwa der der Beach Boys. In den Medien war von „British Invasion“ oder „British Beat“ die Rede, denn nicht nur die Beatles und die Band The Rolling Stones, gerade auch sekundäre Beatgruppen wie The Dave Clark Five, The Animals, The Hollies, The Searchers, Manfred Mann, Billy J. Kramer & the Dakotas, Gerry & the Pacemakers, The Swinging Blue Jeans, The Kinks oder Herman’s Hermits stürmten die US-Hitparade. Gleichzeitig verlor der Rock ’n’ Roll in den USA mit der Payola-Affäre und dem Tod der Rock-’n’-Roll-Stars Buddy Holly, Big Bopper, Ritchie Valens und Eddie Cochran an Bedeutung. Erst 1966 wurde mit den Monkees eine amerikanische Gruppe aus der Retorte gehoben, die ein Gegengewicht zu den Beatles ermöglichte. Durch die ab 1966 zunehmende amerikanische Rockmusik wurden die Beatmusik und die Beatbands verdrängt.

## Beginn
Am 10. Dezember 1963 präsentierte Walter Cronkite in den CBS Evening News einen Bericht über das Phänomen der Beatles mit den ekstatischen Exzessen in Großbritannien. Als am 26. Dezember 1963 Capitol Records mit der Auslieferung von Beatles-Singles an Radiostationen begann, gelangte am 18. Januar 1964 I Want to Hold Your Hand auf Rang 45 in die US-Charts und startete formal das Phänomen der British Invasion. Am 1. Februar 1964 erreichte die Single Rang eins, den sie für sieben Wochen innehatte. Die CBS Evening News berichteten erneut am 7. Februar 1964 über die Ankunft der Beatles an jenem Tag in den USA, wobei Cronkite verglich: „Diesmal läuft die British Invasion unter dem Codenamen Beatlemania“. Am 8. Februar 1964 gelangte Dusty Springfield mit I Only Want to Be with You in die US-Charts und verfehlte mit Rang 12 nur knapp die Top 10.

## Höhepunkt
Einen ersten Höhepunkt erreichte die British Invasion, als am 31. März 1964 die Beatles gleich die ersten fünf Ränge der US-Pophitparade belegten:
1. Twist and Shout
2. Can’t Buy Me Love
3. She Loves You
4. I Want to Hold Your Hand
5. Please Please Me

Dieses Phänomen hat sich seither nicht mehr wiederholt und zeigt die Ausnahmesituation. Als am 9. Februar 1964 die Beatles in der Ed Sullivan Show – mit einer Sehbeteiligung von 73 Millionen Zuschauern – auftraten und I Want to Hold Your Hand seit einer Woche die US-Hitparade anführte, begann die Hochphase der Beatlemania. Die British Invasion erreichte hitparadentechnisch am 11. April 1964 ihren absoluten Höhepunkt, als von den Billboard Hot 100 insgesamt 17 Titel aus britischer Produktion stammten. Zwischen dem 4. Januar 1964 und dem 25. Dezember 1965 kamen elf aller 48 Top-1-Songs aus britischer Produktion. Bis Juni 1965 überschwemmten britische Musikproduktionen die US-Charts, danach ließ deren Anteil an Hits nach.

## Zweite Welle
Eine zweite Welle der British Invasion ist musikhistorisch ab 1967 zu erkennen, als die Bee Gees, The Move, Traffic, Cream oder Pink Floyd die amerikanischen Hitparaden eroberten und deren Bild deutlich veränderten. Sie begann mit den Bee Gees und ihrem transatlantischen Hit New York Mining Disaster 1941 (Mai 1967). Cream tourte im März 1967 durch die USA und punktete insbesondere mit den Alben Disraeli Gears (Dezember 1967) und Wheels of Fire (Juli 1968). Procol Harums ungewöhnliche Single A Whiter Shade of Pale (Juli 1967) oder Traffics Album John Barleycorn Must Die (Juli 1970) hatten es leicht, die US-Charts zu erobern. Die zweite Welle endete 1973.

## Dritte Welle
Als am 3. Juli 1982 Human League mit ihrem Hit Don’t You Want Me den ersten Rang der US-Hitparade eroberte, begann eine dritte Welle der British Invasion. Die New Yorker Wochenzeitschrift Village Voice kommentierte, dass der Song ziemlich unmissverständlich die zweite British Invasion (gemeint war die dritte), angespornt durch MTV, eingeleitet habe. Newsweek titelte am 23. Januar 1984 „Britain Rocks America – Again“ (‚Großbritannien rockt Amerika – schon wieder‘) und präsentierte die beiden britischen Pop-Idole Annie Lennox und Boy George als Cover. Britische Musikproduktionen wie die für Duran Duran, Spandau Ballet, Kajagoogoo, Simple Minds oder Tears for Fears breiteten sich in den US-Charts aus. Im April 1984 stammten 40 der Top-100-Singles und am 25. Mai 1985 Hot 100 sogar acht der Top-10-Singles aus britischer Produktion. Die dritte Welle der British Invasion dauerte bis Herbst 1986 an und übertraf die beiden vorangegangenen Wellen in ihrer Intensität deutlich.